# Łubań
Łubań (łot. Lubāns) – największe jezioro Łotwy o powierzchni 80,7 km², położone na granicy okręgu Madona i Rzeżyca. Wypływa z niego rzeka Ewikszta.
Ponieważ jezioro i jego bagnista dolina była granicą Inflant Polskich i Inflant Szwedzkich (granica polsko-szwedzka) w czasach I Rzeczypospolitej jeszcze w okresie II wojny światowej miejscowa ludność brzeg zachodni nazywała szwedzkim, a wschodni – polskim.